# Cristos de Maíz

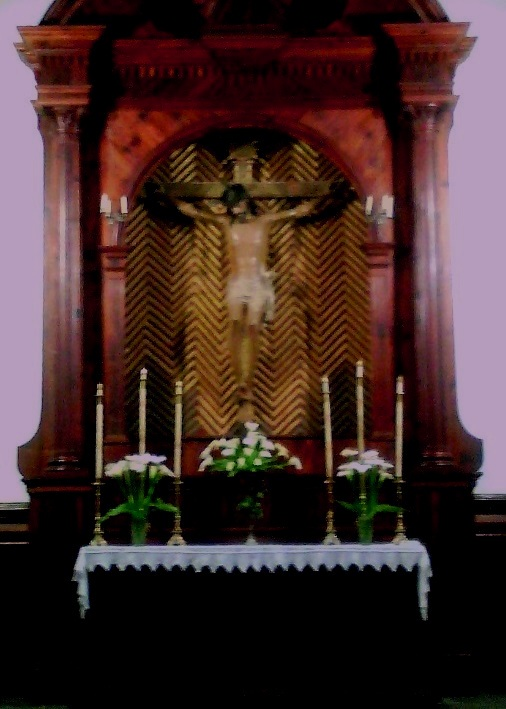
Imagen del Cristo de la Misericordia en la Villa de Garachico (Tenerife, España). La imagen es del siglo XVI, y fue realizada por los indios tarascos de Michoacán en México. Se venera en la Iglesia Parroquial de Santa Ana de esta localidad.

Los Cristos de Maíz o Cristos realizados en pasta de maíz, son representaciones de Jesucristo hechos mediante una técnica utilizando la médula de la caña del maíz que se realizaba en ciertas zonas de Mesoamérica, especialmente en el estado de Michoacán en México. Hay varios ejemplos de este tipo de arte popular principalmente en España y en el propio México.

## Historia
A partir del proceso evangelizador iniciado en el año 1492, el arte cristiano de Latinoamérica, especialmente en las zonas de México, Perú, Ecuador e incluso se ha llegado a decir que también era utilizada en zonas de Guatemala, surge como resultado de dos influjos distintos: los modelos españoles llevados al continente durante toda la era colonial y las maneras indígenas empleadas en la representación de los dioses prehispánicos, entre las que se encuentra el modelado de figuras con materiales autóctonos, caso de la pasta de maíz originaria de México principalmente en Michoacán y el Occidente de México y que posteriormente esta técnica artística sería adoptada en otros países de Latinoamérica.
Los indígenas de la región mexicana de Michoacán, los purépecha (llamados tarascos por los conquistadores españoles), elaboraban las esculturas de sus dioses prehispánicos mediante esta técnica. La finalidad de este procedimiento era la ligereza de este tipo de esculturas para poder llevarlas al campo de batalla, durante las guerras de los diversos pueblos nativos de México. Esta técnica se realizaba moldeando la pasta de la médula de la caña de maíz triturada.
Con la llegada de los españoles, se prohíben realizar estas representaciones paganas, pero la técnica sobrevive aunque ya adaptada a la nueva religión traída por los colonizadores, el catolicismo. A partir de aquí se comienzan a elaborar mediante esta técnica imágenes de Santos, Vírgenes y sobre todo de Cristos.
Es a partir de este momento cuando comienzan a importarse imaginería cristiana de factura indígena a países europeos como España. Dentro de la propia España, quizás la región que más cuenta con este tipo de Cristos realizados en caña son las Islas Canarias, en donde se han catalogado un total de diez de estos Cristos de maíz (aunque algunos de ellos poco estudiados y otros ya desaparecidos). Lo cual no es en absoluto extraño teniendo en cuenta que este archipiélago español era y es "puente de unión" entre tres continentes: Europa, África y América. Con la importanción a América y Europa de la caña de azúcar que se producía en Canarias, se intercambiaba dicho producto por obras de arte que enriquecerían el Patrimonio Histórico de Canarias, entre estas obras de arte estaban los llamados Cristos de Maíz. Precisamente, el religioso agustino Fray Matías de Escobar y Llamas (de origen canario), fue uno de los primeros europeos que se interesó por la elaboración de los Cristos de pasta de maíz.

## Ejemplos

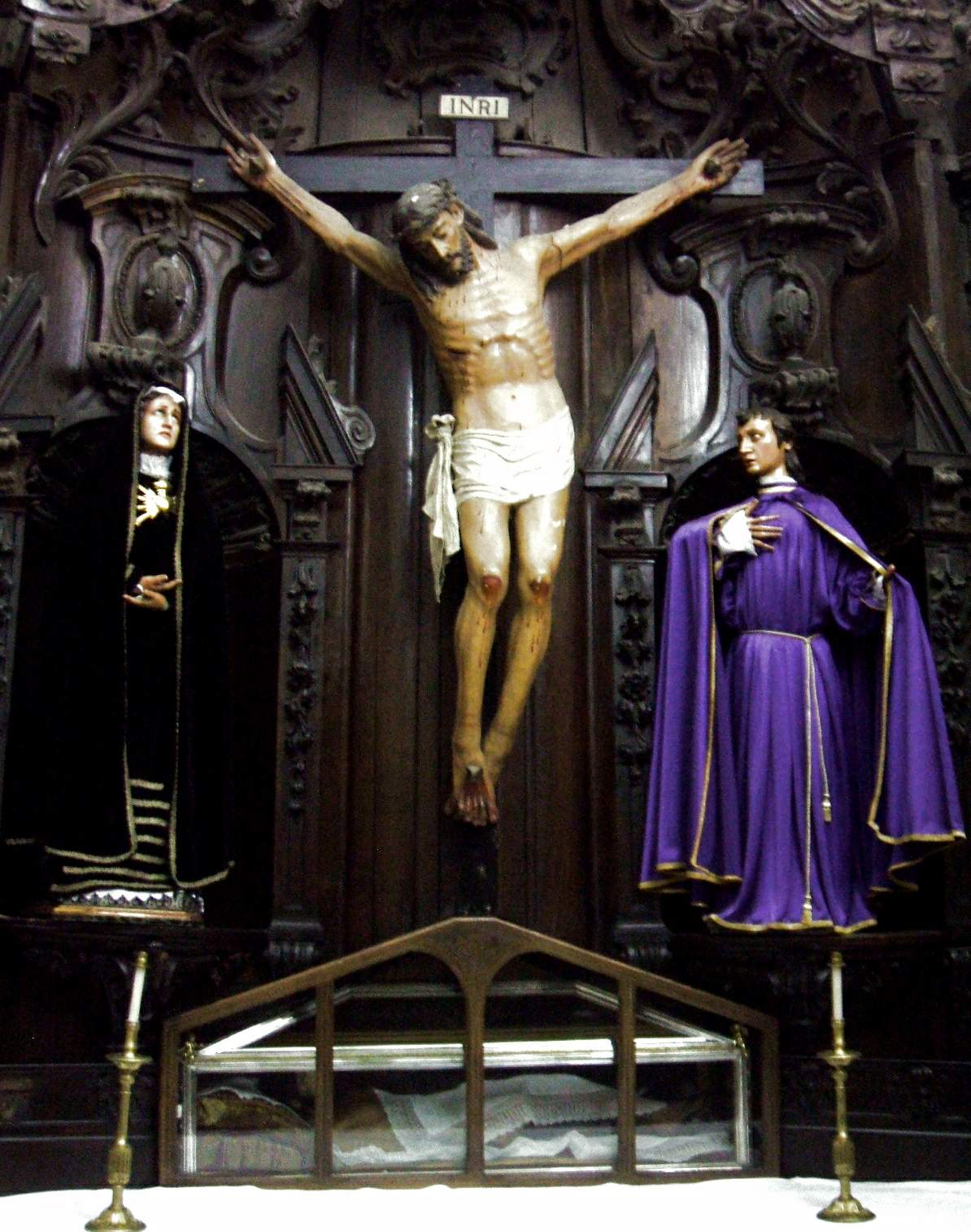
Cristo de la Vera Cruz, Basílica de la Asunción de Nuestra Señora en Lequeitio (Vizcaya, España).

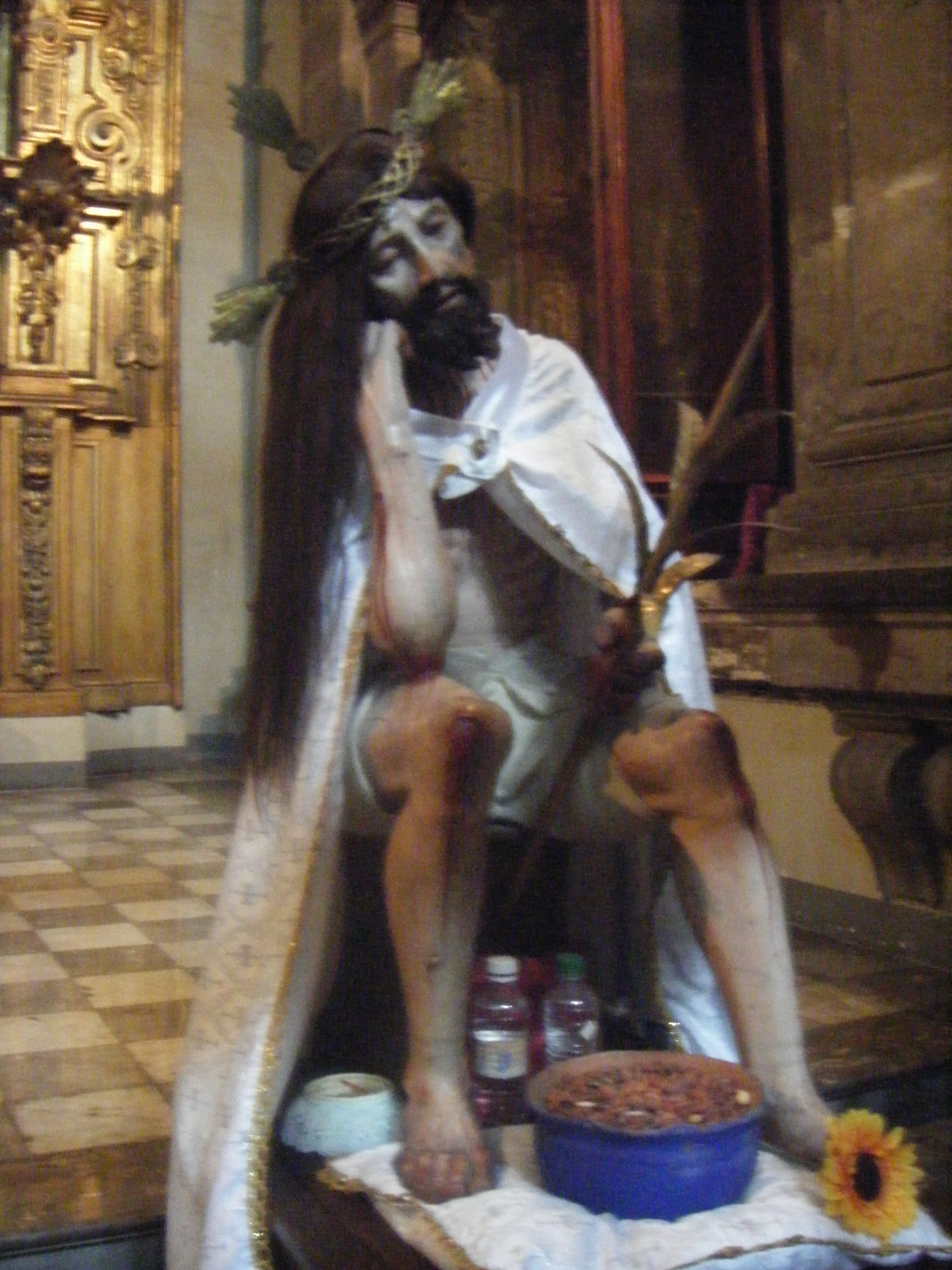
Señor del Cacao en la Catedral Metropolitana de la Ciudad de México.

Hay varios ejemplos en diversos países hispanos, entre ellos:
- España
  - Cristo del Jubileo (Valladolid).
  - Santo Cristo de la Vera Cruz (Chiclana de la Frontera)
  - Divino Indiano (Chiclana de la Frontera)
  - Santo Cristo de Zacatecas, Montilla (Córdoba)
  - Cristo de la Caridad, Santa Olalla, Toledo.
  - Cristo de Gracia, llamado "El Esparraguero", Córdoba.
  - Señor Difunto de Icod de los Vinos, Icod de los Vinos, Tenerife.
  - Cristo de la Buena Muerte, Agüimes, Gran Canaria.
  - Cristo de la Misericordia, Garachico, Tenerife.
  - Cristo de Telde, Telde, Gran Canaria.
  - Cristo de los Canarios, Ingenio, Gran Canaria.
  - Señor de la Cañita, Garachico, Tenerife.
  - Cristo de la Vera Cruz, Lequeitio, Vizcaya.
  - Santo Cristo del convento de San Francisco, Mondragón, Guipúzcoa.
  - Cristo del Planto, Santa Cruz de La Palma, La Palma.
  - Cristo de la Sangre, Lucena, Córdoba.
  - Cristo de la Paz, Monturque, Córdoba.
  - Cristo de la Salud, Los Llanos de Aridane, La Palma.
  - Cristo de Bornos, llamado "Cristo del Capítulo", Bornos, Cádiz.
  - Cristo de las Misericordias, Los Santos de Maimona, Badajoz.
  - Primitivo Cristo de la Vera-Cruz, Cádiz.
  - Cristo de los Afligidos, Iglesia de San Francisco, Cádiz.
  - Santo Cristo del Humilladero, Ermita del Cristo del Humilladero, Peñaranda de Bracamonte.

- México
  - Cristo de la Penitencia de Mexicaltzingo.
  - Cristo de la Preciosa Sangre, en Sultepec, Estado de México.
  - Cristo de San Agustín de las Cuevas, en Tlalpan, México D.F..[3]
  - Señor del Perdón en Tuxpan, Jalisco.
  - Ecce homo de Santa Anita Zacatlamanco, México D.F..[4]
  - Señor de los Milagros en Ixtapaluca, Estado de México.
  - Señor del Cacao, Catedral Metropolitana de la Ciudad de México, México D.F..[5]
  - Señor de la Preciosa Sangre de Cristo en Quiroga, Michoacán.
  - Señor del Veneno de la Catedral Metropolitana de la Ciudad de México, México D.F..[6]
  - Señor de la Conquista de la Parroquia de San Miguel de Allende, Guanajuato.
  - Señor de la Santa Cruz de la Parroquia de Santa Cruz Meyehualco, Iztapalapa.
  - Señor de Gracias de la Parroquia de Santa María Magdalena, Tepexpan, Acolman, Estado de México.
  - Señor de la Salud de la Parroquia de San Antonio de Padua,Teoloyucan, Estado de México.